# 露西·奧薩林
露西·多萝西·奧薩林（Lucy Ozarin，1914年8月18日—2017年9月17日）是一位在美国海军服役的精神科醫師。她是第一批在美國海军服役的女精神科醫師之一，她也是第二次世界大战期间在美國海军服役的七名女精神科醫師之一。
在奧薩林九十多岁的时候，她還在维基百科上參與撰寫五十多位精神病学家的條目。